# Giuseppe Maria Foppa
Pour les articles homonymes, voir Foppa.
Œuvres principales
- L'inganno felice,
- La scala di seta,
- Il signor Bruschino
- Sigismondo

Giuseppe Maria Foppa  (Venise, 12 juillet 1760 - Venise, 1er mars 1845) est un librettiste italien, auteur de plus de 80 livrets de la fin du XVIIIe siècle au début du XIXe. Il a été actif essentiellement dans sa ville natale, mais il a aussi composé des opéras pour les théâtres de Milan, Gênes, Padoue, Reggio d'Émilie, Pistoia, Bologne et Florence.

## Biographie
Après avoir terminé ses études dans sa ville natale, il a travaillé comme archiviste chez les familles patriciennes de Venise. Son père était violoniste amateur. Il a ainsi noué des relations avec le monde de la musique et du théâtre à Venise.
Pendant près de trois décennies, il a produit un nombre très important de livrets pour les scènes de la ville.

## Livrets
Auteur de plusieurs livrets d'opéra, Foppa est surtout connu pour les textes qui ont ensuite été mis en musique par Gioachino Rossini pour les théâtres de Venise: en particulier, les trois farces L'inganno felice, La scala di seta, Il signor Bruschino et le drame Sigismondo
Plusieurs de ses livrets étaient des réductions d'œuvres de Carlo Goldoni (y compris 'La bottega del caffè, mis en musique en 1801 par Francesco Gardi (it), pour lequel l'année suivante, il écrira le texte de la farce Il convitato di pietra, qui utilise le même thème de Tirso de Molina et que l'on retrouve dans le Don Giovanni de Mozart.
Foppa a écrit les paroles de nombreuses farces (genre alors très populaire dans les théâtres de Venise), y compris Gli artigiani mis en musique par Pasquale Anfossi, et monté en 1795 à la Scala de Milan, L'intrigo della lettera  mis en musique par Simon Mayr en 1797, Lo spazzacamino principe et Le donne cambiate mis en musique par Marcos António Portugal, et mis en scène respectivement en 1794 et en 1797, Teresa e Claudio mis en musique par Giuseppe Farinelli en 1801, Un buco nella porta mis en musique par Francesco Gardi (it) et monté en 1804 au Teatro San Benedetto à Venise.
Dans le genre sérieux, il a écrit, pour la saison de Carnaval de 1796 à la Scala, le livret de Giulietta e Romeo, d'après William Shakespeare, et mis en musique par Nicola Antonio Zingarelli.
Ses livrets ont été mis en musique également par Gaspare Spontini, Carlo Coccia (La verità nella bugia, Una fatale supposizione, Euristea), Stefano Pavesi et Sebastiano Nasolini (it).
Il a arrêté d'écrire pour l'opéra comique, dans les années 1810, et a vécu ensuite jusqu'en 1845.
Pour le théâtre, il a écrit divers autres livrets, dont Romilda ovvero La fedeltà coniugale (drame, écrit en 1799), Il suddito fedele (drame, 1800), des farces joyeuses Un avvertimento ai gelosi et L'amante anonimo (1804, pour le Teatro Carcano), la traduction depuis l'allemand de la farce d'un anonyme Il cavatore di tesori, la tragi-comédie Don Gusmano et le drame tragique Matilde ossia la donna selvaggia (en 1807).
En 1840, il a publié à Venise un volume de Memorie storiche.